# Bendis fusifascia
Bendis fusifascia là một loài bướm đêm trong họ Noctuidae.